# Rumex jacutensis
Rumex jacutensis är en slideväxtart som beskrevs av Komarov. Rumex jacutensis ingår i släktet skräppor, och familjen slideväxter. Inga underarter finns listade i Catalogue of Life.